# Äußere Membran
Die Äußere Membran gramnegativer Bakterien tritt vor allem bei Proteo- und Cyanobakterien auf.
Sie ist Teil eines aus zwei Doppelmembranen bestehenden Membransystems. Die Innere Membran wird hierbei stets durch die eigentliche Zellmembran gebildet, während die Äußere Membran als zusätzliche Abgrenzung nach außen wirkt. Beide Membranen schließen ein Zellkompartiment ein, das als Periplasmatischer Raum bezeichnet wird.
Die beiden Schichten der Äußeren Membran sind unterschiedlich aufgebaut.
Die Zusammensetzung der inneren Schicht ist der einer Einheitsmembran ähnlich. Sie besteht vorwiegend aus Phospholipiden, in die Lipoproteine eingebettet sind. Dieser Lipoproteinkomplex hält eine Verbindung zur Zellwand im Periplasmatischen Raum aufrecht.
Die Zusammensetzung der äußeren Schicht unterscheidet sich dagegen deutlich von der einer biologischen Einheitsmembran: Phospholipide sind weitgehend durch Polysaccharide ersetzt, die mit Lipiden komplexe Lipopolysaccharide (LPS) bilden. Zusammen mit zahlreichen Proteinen bilden sie die wesentlichen Bestandteile der äußeren Schicht.
Die Äußere Membran gilt im Gegensatz zur Inneren Membran als "nicht energetisiert", für biochemische Vorgänge steht also keine Energie in Form von ATP und kein Protonengradient zur Verfügung.
Die genaue Zusammensetzung der Membran ist meist hoch variabel und spielt eine wichtige Rolle bei der Anpassungsfähigkeit der Bakterien an veränderte Umgebungsbedingungen (zum Beispiel veränderte Osmolarität) und bei der Pathogenität einzelner Stämme. Die Lipopolysaccharide wirken als starke Antigene, Pyrogene und Endotoxine.
Die Äußere Membran dient in erster Linie als Diffusionsbarriere für große Moleküle. Wie ein "Filter" hindert sie Biopolymere am Eindringen in den Periplasmatischen Raum, vor allem aber verhindert sie das Entweichen von Proteinen und Enzymen aus dem Periplasma in die Umgebung. In der Membran befinden sich zahlreiche Porine und andere integrale Proteine, die für Transportprozesse oder aber die Aufnahme von Signalen und Umweltreizen notwendig sind. Charakteristisch für integrale Proteine der Äußeren Membran sind tonnenförmige β-barrel-Strukturen. Auch Teile der Verankerung von Flagellen und Geißeln (der so genannte L-Ring) befinden sich in der Äußeren Membran.

Aufbau der Zellwand bei Gram-negativen Bakterien. Die äußere Membran ist oben dargestellt, der periplasmatische Raum zwischen äußerer und innerer Membran ist cyan gefärbt.